# Щириця нахилена
Щириця нахилена (Amaranthus deflexus) — вид рослин з родини щирицевих (Amaranthaceae).

## Морфологічна характеристика
Однорічна або недовготривало багаторічна рослина. Стебла піднімаються або розкинуті, сильно розгалужені від кореневища, переважно 20–50 см. Стебла і листки на жилах запушені кучерявим волосками. Листова пластина ромбічно-яйцеподібної або від яйцеподібної до ланцетоподібної форми, 1–2 × 0.5–1 см, основа звужується або клиноподібна, краї цілі, плоскі або злегка хвилеподібні, верхівка гострувата, тупа або неглибоко виїмчаста; ніжка листка від половини до довжини пластини. Суцвіття кінцеві, прямовисні, компактні, пірамідальні волоті, а також є деякі пахвові скупчення, зелені або сріблясто-зелені, зрідка з відтінком червоного, безлисті, принаймні дистально. Оцвітина 2(З)-листочкова. Насіння дуже від темно-коричневого до чорного, у діаметрі 1–1.2 мм, блискуче, заповнює лише проксимальну частину плодів.

## Поширення
Батьківщиною рослини є Південна Америка (Аргентина, Болівія, Чилі, Перу, Уругвай); вид інтродукований і натуралізований у США, Новій Зеландії, Африці, Євразії.
В Україні вид зростає у засмічених місцях, садах, на городах — в ок. Харкова, Одеси, Херсона на ПБК.